# Joseph-Olindo Gratton
Pour les articles homonymes, voir Gratton.
Joseph-Olindo Gratton, né le 23 novembre 1855 à Sainte-Thérèse de Blainville où il meurt le 14 novembre 1941, est un sculpteur, un ébéniste et un statuaire québécois.

## Biographie
Natif de Sainte-Thérèse-de-Blainville, il fait ses études classiques au Petit séminaire de Sainte-Thérèse à partir de 1869.
Il opte ensuite pour une carrière industrielle à Montréal et s'inscrit à l'école normale Jacques-Cartier en 1872. Gratton a pour maîtres le sculpteur Charles Dauphin et l'architecte Napoléon Bourassa. Il enseigne le modelage et la sculpture à l’école du Conseil des arts et manufactures de la Province de Québec. Parmi ses élèves figurent Alexandre Carli, Jules Leprohon, Elzéar Soucy, Cléophas Soucy et Alfred Laliberté.
Gratton assiste Louis-Philippe Hébert depuis 1881. Associé à Philippe Laperle de 1888 à 1891, il devient sculpteur en son propre nom et fabrique deux anges de bois à la chapelle Notre-Dame du Sacré-Cœur. Son Ecce Homo guide l'entrée de la chapelle jusqu'en 1978 lorsqu'un feu cause des dommages. 
Gratton exécute plus de trois cents ouvrages entre 1877 et 1939. Il a notamment sculpté les statues de la basilique-cathédrale Marie-Reine-du-Monde de 1892 à 1898. Dans ses sculptures, Gratton emploie le bronze et le cuivre.
Il revient à Sainte-Thérèse en 1901 et continue à sculpter des anges. Son statut s'améliore après la Première Guerre mondiale et il réalise d'autres œuvres pour les églises des Laurentides et de Montréal. Ses dernières réalisations ont lieu de 1936 à 1938. Olindo Gratton meurt le 14 novembre 1941.

## Œuvres de sculpture

### À la cathédrale Marie-Reine-du-Monde (Montréal)
- Saint Antoine de Padoue et l'Enfant-Jésus (1898)
- Saint Vincent de Paul et un enfant trouvé (1893)
- Saint Hyacinthe tenant une statuette de la Vierge (1899)

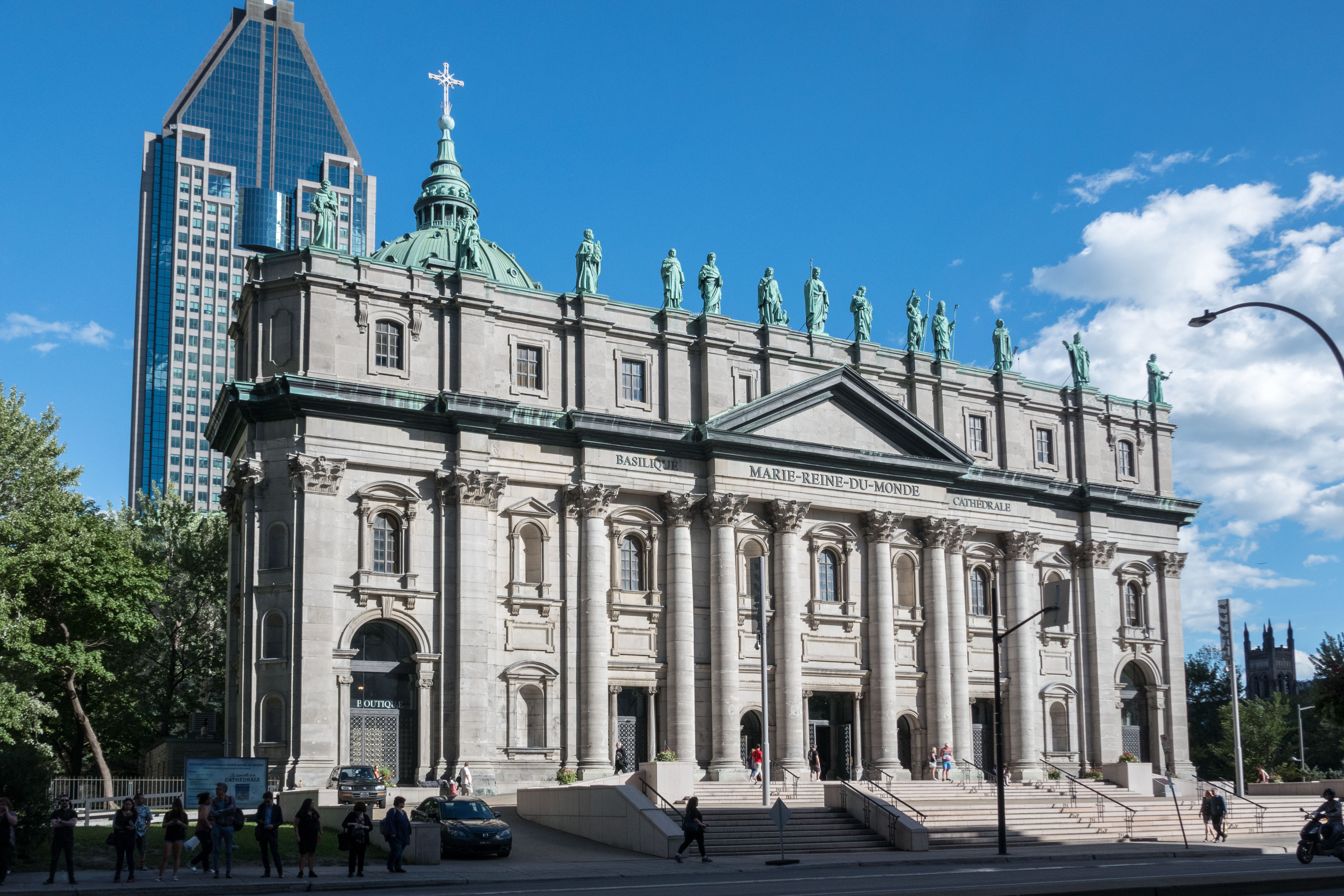
Treize statues d'Olindo Gratton qui dominent la façade de la cathédrale Saint-Jacques-le-Majeur à Montréal (aujourd’hui la cathédrale-basilique Marie-Reine-du-Monde)

- Saint Thomas d'Aquin (1900)
- Saint Paul (1898)
- Saint Jean l'Évangéliste (1893)
- Saint Jacques-le-Majeur (1892)
- Treize statues d'Olindo Gratton qui dominent la façade de la cathédrale Saint-Jacques-le-Majeur à Montréal (aujourd’hui la cathédrale-basilique Marie-Reine-du-Monde)Saint Joseph et l'Enfant-Jésus (1899)
- Saint Jean Baptiste (1899)
- Saint Patrice (1899)
- Saint Ignace d'Antioche (1893)
- Saint Charles Borromée (1899)
- Saint François d'Assise (1898)

### Autres sculptures
- Christ en croix de l'église Sainte-Madeleine d'Outremont, sur un des piliers du transept.
- Onze statues pour la chapelle du séminaire de Sainte-Thérèse
- Saint-Henri, 1889-1890, église Saint-Henri-des-Tanneries de Montréal[8],[9]
- Saint Isidore le laboureur
- Sculpture pour l'église Sainte-Anne de Fall River au Massachusetts
- Statuaire extérieur de l'Église Saint-Enfant-Jésus du Mile-End
- À l'église Saint-Viateur d'Outremont, on peut voir sous la table de l'autel une « dernière Cène », sculptée par Gratton, inspirée de la peinture de Léonard de Vinci.
- À l'église de Saint-Eustache, on peut voir, à l'étage des clochers, une sculpture de Saint Eustache sculptée par Gratton à la demande de Charles-Auguste-Maximilien Globensky.

## Musées et collections publiques
- Ange, 1909, Musée d'art de Joliette[10]
- Musée de la civilisation, collection du Séminaire de Québec[11]
- Musée de l'Oratoire Saint-Joseph
- Musée des métiers d'art du Québec
- Musée Marguerite-Bourgeoys
- Musée national des beaux-arts du Québec[12]
- Société du patrimoine religieux du diocèse de St-Hyacinthe